# Namurien
| Systeem                                                              | Subsysteem (NW-Europa) | Etage (NW-Europa) | Serie (ICS)   | Etage (ICS) | Ouderdom (Ma) |
| -------------------------------------------------------------------- | ---------------------- | ----------------- | ------------- | ----------- | ------------- |
| Perm                                                                 | Rotliegend             | Autunien          | Cisuralien    | Asselien    | jonger        |
| Carboon                                                              | Silesien               | Stephanien        | Pennsylvanien | Gzhelien    | 298,9–303,7   |
| Carboon                                                              | Silesien               | Westfalien        | Pennsylvanien | Kasimovien  | 303,7–307,0   |
| Carboon                                                              | Silesien               | Westfalien        | Pennsylvanien | Moscovien   | 307,0–315,2   |
| Carboon                                                              | Silesien               | Westfalien        | Pennsylvanien | Bashkirien  | 315,2–323,2   |
| Carboon                                                              | Silesien               | Namurien          | Pennsylvanien | Bashkirien  | 315,2–323,2   |
| Carboon                                                              | Silesien               | Mississippien     | Serpukhovien  | 323,2–330,9 |               |
| Carboon                                                              | Dinantien              | Mississippien     | Viséen        | Viséen      | 330,9–346,7   |
| Carboon                                                              | Dinantien              | Mississippien     | Tournaisien   | Tournaisien | 346,7–358,9   |
| Devoon                                                               | Boven                  | Famennien         | Boven         | Famennien   | ouder         |
| Indeling van het Carboon gebruikt in Noord-Europa en volgens de ICS. |                        |                   |               |             |               |

Het Namurien (Vlaanderen: Namuriaan) is in de West-Europese (regionale) stratigrafische indeling de onderste etage van het Silesien (Boven-Carboon), met een ouderdom van 326,4 tot 313,0 Ma. Het werd voorafgegaan door het Viséen (onderdeel van het Dinantien) en na (op) het Namurien komt het Westfalien. De grens tussen Namurien en Westfalien is vastgelegd op de Sarnsbank (NL en D) of Ransart (B) mariene horizon.
De Europese indeling wijkt af van de internationale indeling, waarin het tijdvak van het Namurien samenvalt met het Serpukhovien en het onderste deel van het Bashkirien.

## Gesteenten
In België komt het Namuriaan overeen met de Formatie van Chokier en de Formatie van Andenne. In Nederland komen de Gulpengroep, de Epengroep en de Ubachsberggroep uit het Namurien.

## Naam
Het Namurien is genoemd naar de Belgische stad Namen (Franse naam: Namur).